# Neuhof an der Zenn
Neuhof an der Zenn (amtlich: Neuhof a.d.Zenn) ist ein Markt im Landkreis Neustadt an der Aisch-Bad Windsheim (Mittelfranken, Bayern). Neuhof ist Sitz der Verwaltungsgemeinschaft Neuhof an der Zenn.

## Geografie

### Lage
Die Zenn durchläuft das Gemeindegebiet, dieser fließt neben anderen Nebenbächen darin durchs Siedlungsgebiet des Hauptortes der Leitenbach zu.

### Nachbargemeinden
Nachbargemeinden sind (von Norden beginnend im Uhrzeigersinn) Markt Erlbach, Wilhermsdorf, Dietenhofen, Rügland und Trautskirchen.

### Gemeindegliederung
Die Gemeinde hat 14 Gemeindeteile (in Klammern ist der Siedlungstyp angegeben):
- Adelsdorf (Dorf)
- Dietrichshof (Einöde)
- Eichenmühle (Einöde)
- Hirschneuses (Kirchdorf)
- Neuhof a.d.Zenn (Hauptort)
- Neukatterbach (Dorf)
- Neuselingsbach (Dorf)
- Neuziegenrück (Dorf)
- Oberfeldbrecht (Kirchdorf)
- Rothenhof (Einöde)
- Straußmühle (Weiler)
- Unterfeldbrecht (Dorf)
- Vockenroth (Weiler)
- Ziegelhütte (Einöde)

Die Einöde Hammermühle zählt zum Gemeindeteil Neuhof an der Zenn.
Es gibt auf dem Gemeindegebiet die Gemarkungen Hirschneuses, Neuhof an der Zenn, Neuziegenrück und Oberfeldbrecht. Die Gemarkung Neuhof an der Zenn hat eine Fläche von 13,301 km². Sie ist in 2180 Flurstücke aufgeteilt, die eine durchschnittliche Fläche von 6101,28 m² haben. In ihr liegen neben dem namensgebenden Ort die Gemeindeteile Adelsdorf, Dietrichshof, Eichenmühle, Straußmühle, Vockenroth und Ziegelhütte.

## Geschichte
Westlich von Zennhausen, das bereits 776 gegründet wurde, wurde durch das Heilsbronner Zisterzienserkloster im Jahr 1249 ein neuer Klosterhof errichtet, lateinisch als „Noviacuria“ bezeichnet. 1312 ist erstmals auch die deutsche Form „ze dem Niuwen Houe“ belegt, seit 1801 auch mit dem Zusatz „an der Zenn“. Der Ort wurde Sitz einer Probstei des Klosters, die die Besitzungen in über hundert Orten verwaltete. Neuhof lag im Hoheitsgebiet des Fürstentums Bayreuth.
Während der Amtszeit von Hans Schmidt als Pfarrer von Trautskirchen und Neuhof erfolgte die Reformation.
Während des Dreißigjährigen Krieges wurde Neuhof am 12. Oktober 1631 von einer plündernden Raubschar überfallen.
Gegen Ende des 18. Jahrhunderts gab es in Neuhof 80 Anwesen (2 Wirtshäuser, 2 Schmieden, 2 Torhäuser, 1 Brauhaus, 1 Ziegelei, 2 Höfe, 1 Halbhof, 11 Güter, 1 Gütlein, 30 Häuser, 24 Häuslein, 1 Mühle). Das Hochgericht übte das brandenburg-bayreuthische Stadtvogteiamt Markt Erlbach aus. Die Dorf- und Gemeindeherrschaft sowie die Grundherrschaft über alle Anwesen hatte das Kastenamt Neuhof.
1792 kam Neuhof an Preußen und 1810 an das Königreich Bayern. Von 1797 bis 1810 unterstand der Ort dem Justizamt Markt Erlbach und Kammeramt Neuhof. Im Rahmen des Gemeindeedikts wurde 1811 der Steuerdistrikt Neuhof gebildet, zu dem Adelsdorf, Dietrichshof, Eichenmühle, Hammermühle, Neuselingsbach, Neuziegenrück, Oberfeldbrecht, Rothenhof, Stöckach rechts der Zenn, Straußmühle, Unterfeldbrecht, Vockenroth und Ziegelhütte gehörten. 1813 entstand die Munizipalgemeinde Neuhof, die mit Ausnahme von Ober- und Unterfeldbrecht deckungsgleich mit dem Steuerdistrikt war. Mit dem Zweiten Gemeindeedikt (1818) wurden drei Ruralgemeinden gebildet:
- Adelsdorf mit Dietrichshof;
- Neuhof mit Eichenmühle, Hammermühle, Stöckach rechts der Zenn, Straußmühle, Vockenroth und Ziegelhütte;
- Neuziegenrück mit Neuselingsbach.[11][12]

Die Gemeinde Neuhof war in Verwaltung und Gerichtsbarkeit dem Landgericht Markt Erlbach zugeordnet und in der Finanzverwaltung dem Rentamt Ipsheim. Am 4. Januar 1824 wurde die Ruralgemeinde Adelsdorf wieder der Ruralgemeinde Neuhof einverleibt und Stöckach links der Zenn und Einersdorf von der Ruralgemeinde Buch nach Neuhof umgemeindet. Am 30. Oktober 1851 wurden schließlich Einersdorf und Stöckach nach Trautskirchen umgemeindet.
Ab 1862 gehörte Neuhof zum Bezirksamt Neustadt an der Aisch (1939 in Landkreis Neustadt an der Aisch umbenannt) und ab 1856 zum Rentamt Markt Erlbach (1919–1929: Finanzamt Markt Erlbach, 1929–1972: Finanzamt Fürth, seit 1972: Finanzamt Uffenheim). Die Gerichtsbarkeit blieb beim Landgericht Markt-Erlbach (1879 in Amtsgericht Markt Erlbach umbenannt), von 1959 bis 1972 war das Amtsgericht Fürth zuständig, seitdem ist es das Amtsgericht Neustadt an der Aisch. Seit 1926 lautet die amtliche Bezeichnung des Ortes und der Gemeinde „Neuhof an der Zenn“. Die Gemeinde hatte 1964 eine Gebietsfläche von 11,450 km².
Neuhof an der Zenn wurde noch im April 1945 vom Volkssturm bzw. der Reichswehr verteidigt. Verteidiger, die dies als sinnlos betrachteten, wurden sogar noch von deutschen Militärgerichten zum Tod verurteilt. Daraufhin wurde der Ort von amerikanischer Artillerie schwer beschossen und weitgehend zerstört. Dabei kamen sieben Zivilisten und drei deutsche Soldaten ums Leben. 75 Wohnhäuser, 62 Scheunen und 90 Nebengebäude wurden total zerstört.

### Eingemeindungen
Am 1. Januar 1970 wurde die Gemeinde Neuziegenrück eingegliedert. Am 1. Januar 1972 kamen Hirschneuses und Oberfeldbrecht hinzu. Der Gemeindeteil Neukatterbach der aufgelösten Gemeinde Katterbach folgte am 1. Juli 1972.

### Einwohnerentwicklung
Im Zeitraum von 1988 bis 2018 stieg die Einwohnerzahl von 1755 auf 2162 um 407 Einwohner bzw. um 23,2 %.
Gemeinde Neuhof an der Zenn
| Jahr      | 1818   | 1840   | 1852   | 1861   | 1867   | 1871   | 1875   | 1880   | 1885   | 1890   | 1895   | 1900   | 1905   | 1910   | 1919   | 1925   | 1933   | 1939   | 1946   | 1950   | 1961   | 1970   | 1987   | 2005 | 2010   | 2015   |
| Einwohner | 738    | 1048   | 983    | 954    | 929    | 912    | 912    | 900    | 901    | 888    | 894    | 852    | 908    | 841    | 836    | 851    | 843    | 806    | 835    | 1006   | 917    | 1181   | 1756   | 2106 | 2073   | 2082   |
| Häuser    | 107    | 151    |        |        |        | 150    |        |        | 163    | 166    |        | 162    |        |        |        | 163    |        |        |        | 149    | 163    |        | 471    |      |        | 654    |
| Quelle    | [ 20 ] | [ 21 ] | [ 14 ] | [ 22 ] | [ 23 ] | [ 24 ] | [ 25 ] | [ 26 ] | [ 27 ] | [ 28 ] | [ 14 ] | [ 29 ] | [ 14 ] | [ 30 ] | [ 14 ] | [ 31 ] | [ 14 ] | [ 14 ] | [ 14 ] | [ 32 ] | [ 15 ] | [ 33 ] | [ 34 ] |      | [ 35 ] | [ 35 ] |

Ort Neuhof an der Zenn
| Jahr      | 001818 | 001840 | 001861 | 001871 | 001885 | 001900 | 001925 | 001950 | 001961 | 001970 | 001987 | 002017 |
| Einwohner | +651   | 733    | 762    | 737    | 732    | 694    | 691    | 783    | 726    | †894   | *1050  | *1311  |
| Häuser    | +93    | 102    |        |        | 133    | 133    | 135    | 128    | 133    |        | *265   |        |
| Quelle    | [ 20 ] | [ 21 ] | [ 22 ] | [ 24 ] | [ 27 ] | [ 29 ] | [ 31 ] | [ 32 ] | [ 15 ] | [ 33 ] | [ 34 ] | [ 36 ] |

## Politik

### Marktgemeinderat
Die Kommunalwahl 2020 führte zu folgender Sitzverteilung im Marktgemeinderat (Vergleich zur Wahl 2014):
- CSU/Freie Bürger 8 Sitze (−2)
- Bündnis 90/Die Grünen 3 Sitze (+2)
- Bürgernahe Liste 3 Sitze (±0)

### Wappen und Flagge
Wappen
| Wappen von Neuhof an der Zenn | Blasonierung: „In Gold auf grünem Boden stehend ein schwarzer wilder Mann mit grünem Laubkranz und grünem Blätterschurz, der mit der Linken einen stehenden grünen Hopfenstock hält und die Rechte auf einen Schild unter einer schwebenden grünen Hopfenrebe legt; darin in Rot zwei schräg gekreuzte silberne Wolfseisen, beiderseits und unten bewinkelt von je einem sechsstrahligen goldenen Stern.“                       |
| Wappen von Neuhof an der Zenn | Wappenbegründung: Die Reben deutete man 1835 als Hopfenreben, die auf den dortigen Hopfenanbau weisen sollten. Der wilde Mann kommt in älteren Abbildungen als Schildhalter vor, bei Hupp fehlt er. Seit 1951 steht der wilde Mann als Wappenbestandteil im Wappen und ist kein Schildhalter mehr. Die Figuren in dem Schildchen werden unterschiedlich gedeutet. Neuhof an der Zenn führt seit dem 18. Jahrhundert ein Wappen. |

Flagge
Die Gemeindeflagge ist rot-weiß.

### Raumordnung
Die Gemeinde Neuhof an der Zenn ist Mitglied der 2009 gegründeten Kommunalen Allianz Aurach-Zenn, die ein Integriertes ländliches Entwicklungskonzept ist und mit den benachbarten Allianzen NorA und Kernfranken die Lokale Aktionsgruppe Rangau bildet.

## Verkehr
Die Staatsstraße 2255 verläuft nach Oberfeldbrecht (2,7 km südwestlich) bzw. über Neuziegenrück nach Markt Erlbach (3,7 km nördlich). Die Staatsstraße 2413 verläuft nach Trautskirchen (3,7 km westlich) und an Adelsdorf vorbei zur Staatsstraße 2252, die nach Wilhermsdorf führt (6 km nordöstlich). Die Kreisstraße NEA 10 verläuft an der Ziegelhütte und Straußmühle vorbei nach Hirschneuses (2,8 km südöstlich). Gemeindeverbindungsstraßen führen nach Unterfeldbrecht (1,8 km südlich), nach Vockenroth (1 km nordwestlich), nach Neuselingsbach (1 km nördlich) und nach Eichenmühle zur St 2413 (2 km nordöstlich).
Durch den Ort führen die Fernwanderwege Ansbacher Weg, Roter Tropfen und der Rundweg Zenntalwanderweg.